# Dipartimento di San Javier (Misiones)
San Javier è un dipartimento argentino, situato nel sud-est della provincia di Misiones, con capoluogo San Javier.
Esso confina con i dipartimenti di Concepción de la Sierra, Leandro N. Alem, Oberá, e con la repubblica del Brasile.
Secondo il censimento del 2010, su un territorio di 640 km², la popolazione ammontava a 20.906 abitanti.
Municipi del dipartimento sono:
- Florentino Ameghino
- Itacaruaré
- Mojón Grande
- San Javier